# Estrada de Ferro Amapá
A Estrada de Ferro Amapá é uma ferrovia com 194 km de extensão, em bitola standard (1,435 m), sendo a única ferrovia com essa bitola no Brasil, localizada entre as zonas minerais das franjas orientais do Planalto das Guianas (a formação Serra do Navio) e o Porto de Santana. A ferrovia está inteiramente localizada no estado do Amapá, no Brasil. Suas locomotivas são diesel-elétricas.
Foi construída entre 1954 e 1957, tendo como principal objetivo o transporte do minério de manganês extraído e beneficiado na Serra do Navio e em Pedra Branca do Amapari, que é embarcado para exportação pelo Porto de Santana, localizado no município de Santana.
A ferrovia chegou a ser desativada em 2014, mas voltou a operar em definitivo em 2021.

## Histórico
Em 1947 a Empresa Indústria e Comércio de Minério S.A. (ICOMI) venceu a licitação para exploração do manganês na Serra do Navio, no Território Federal do Amapá. Em 1950 a empresa norte-americana Bethlehem Steel Company, se tornou sócia com 49% do empreendimento, sob a alegação que o projeto carecia de maiores investimentos e conhecimentos técnicos.
A ferrovia começou a ser implantada em março de 1954 e foi concluída em janeiro de 1957.

### Concessão inicial
A outorga de concessão da linha foi dada pelo decreto n.º 32.451, de 20 de março de 1953, que tinha como objeto conceder à ICOMI a construção, uso e gozo de uma estrada de ferro que, partindo de Porto de Santana alcançasse as jazidas de manganês existentes na região dos rios Amapari e Araguari, na formação Serra do Navio, nas franjas orientais do Planalto das Guianas, no Amapá.
Em 1980 a Bethlehem vendeu sua participação para a Caemi, sendo a exploração de manganês encerrada em 1997. Com o encerramento das minas da ICOMI, o volume transportado na linha caiu a partir de 1997, mas continuou a operar parcialmente para o transporte de cromita. O transporte de passageiros também continuou a ser realizado na rota.

### Nova concessão e desativação
Em março de 2006 a MMX Mineração e Metálicos assume as operações logísticas da EFA, vencendo o processo licitatório por meio da Acará Empreendimentos. O contrato previa que seria a administradora da ferrovia por vinte anos. O valor da concessão, de 814 mil reais, foi pago no ato da assinatura do contrato. A MMX Logística ofereceu garantias de 7,8 milhões de reais para operar o contrato, e estava obrigada a fazer investimentos de 40,7 milhões de reais nos 193 quilômetros de estrutura ferroviária do Amapá nos primeiros dois anos. O valor total da operação estava estimado em de 157,9 milhões de reais.
O contrato previa ainda que a MMX Logística investisse, nos primeiros dois anos de concessão, na recuperação das estações ferroviárias entre Santana e Serra do Navio, além da revitalização de todo o leito da ferrovia com troca de trilhos, assim como modernização dos vagões e da sinalização em todo o trajeto. A empresa também seria responsável por dotar os vagões cargueiros de melhores estruturas para transporte de minérios e produtos agrícolas.
Entre os novos investimentos estava a compra de 82 novos vagões, junto a Iochpe-Maxion.
A MMX foi vendida para a Anglo American, que assumiu a concessão, 2008. Em 2013, o controle foi repassado para a Zamin. Com a crise financeira em empresa, após do desabamento do porto particular para transportar manganês em 2013, o governo estadual decretou, em 2015, a extinção do contrato da mineradora com a ferrovia. A fiscalização e a concessão voltou para o poder público, ficando na responsabilidade da Secretaria de Estado de Transportes (Setrap). 
Em 2014, circulou pela última vez o trem de transporte de carga pela ferrovia. Em 2015, ocorreu a viagem do último trem de passageiros. Após a paralisação, o abandono e a falta de prevenção levaram a furtos, roubos e depredação na linha de ferro, provocando prejuízos ao estado amapaense. 

### Retorno às operações
A linha férrea voltou a operar em 2021, na expectativa de operação das minas de Pedra Branca do Amapari.

## Indicadores logísticos
Em 1997 transportou 84 mil passageiros e um milhão de toneladas de mercadorias (minério de manganês, ferro-silício, dormentes, areia, explosivos, etc.), equivalente a 194 milhões de TKU, empregando 40 funcionários.

## Locomotivas
Circulam pela ferrovia treze locomotivas diesel-elétricas, conforme o quadro a seguir:
| Modelo   | Ano de produção | Fabricante | Total | Rodagem | Potência total/Disponível | Motor   | Imagem |
| -------- | --------------- | ---------- | ----- | ------- | ------------------------- | ------- | ------ |
| SW1200   | 1954 e 1966     | EMD        | 4     | B-B     | 1200 hp                   | 12-567C |        |
| SW1500   | 1971            | EMD        | 1     | B-B     | 1500 hp                   | 12-645  |        |
| GE C30-7 | 1957            | GE         | 8     | C-C     | 3000 hp                   |         |        |

Foram compradas sete locomotivas GE C30-7 usadas no México (pertencentes a Ferrocarriles Chiapas-Mayab), que viriam substituir as velhas manobreiras nos serviços transporte de minérios, posteriormente foi adquirida mais uma locomotiva GE C30-7 reformada da MGE/Rail Progress.